# CLIPS 1999-2004
「CLIPS 1999-2004」（クリップス - ）は、cuneのビデオクリップ集。

## 概要
ベストアルバム「BEST 1999-2004」と同時発売。

## 収録曲
1. リフレイン
2. イナズマ
3. クローバー
4. 東京
5. 青空
6. LION SEVENTEEN
7. カノン
8. Hello, Mr. Pain
9. 夕顔
10. SAMURAI DRIVE
11. リフレイン LIVE
12. SAMURAI DRIVE (effect version)